# Mama Africa (canção)
"Mama Africa" é o quarto single do cantor e rapper Akon em seu segundo álbum de estúdio, Konvicted (2006). Ele foi lançado nas rádios norte-americanas em 15 de Maio de 2007. O remix oficial possui participação de 50 Cent. Akon a canta em homenagem a sua terra-natal, Senegal. Ainda não foi lançado nenhum videoclipe para esta canção.

## Remixes
- "Mama Africa (Remix)" (participação de 50 Cent)
- "Mama Africa (Remix)" (participação de Kardinal Offishall)